# Дезна (Арад)
Дезна (рум. Dezna) насеље је у Румунији у округу Арад у општини Дезна. Oпштина се налази на надморској висини од 215 m.

## Прошлост
Године 1846. место Дезна је насеље са 546 становника. Парохија је основана 1642. године, а њој припадају парохијске филијале: Малеатура (са 89 душа), Зугау (са 198) и Растирата (са 116). Православна црква је посвећена Силаску Св. Духа, при којој служи парох поп Милитон Фаур, којем помаже капелан Коста Петрус. У народној основној школи је било 1846/1847. године 26 ђака, које је просвећивао учитељ Никола Поповић.

## Становништво
Према подацима из 2002. године у насељу је живело 1523 становника.

### Попис2002.
| Расподела становништва по националности 2002.‍ | Расподела становништва по националности 2002.‍ | Расподела становништва по националности 2002.‍ | Расподела становништва по националности 2002.‍ | Расподела становништва по националности 2002.‍ |
| --------------------------------------------- | --------------------------------------------- | --------------------------------------------- | --------------------------------------------- | --------------------------------------------- |
|                                               |                                               |                                               |                                               |                                               |
| Румуни                                        | Румуни                                        |                                               | 1.495                                         | 98,4%                                         |
| Мађари                                        | Мађари                                        |                                               | 10                                            | 0,7%                                          |
| Роми                                          | Роми                                          |                                               | 11                                            | 0,7%                                          |
| Немци                                         | Немци                                         |                                               | 3                                             | 0,2%                                          |

### Хронологија
| Година       | 1992 | 1993 | 1994 | 1995 | 1996 | 1997 | 1998 | 1999 | 2000 | 2001 | 2002 | 2003 | 2004 | 2005 | 2006 | 2007 | 2008 | 2009 | 2010 | 2011 | 2012 | 2013 | 2014 | 2015 | 2016 | 2017 |
| ------------ | ---- | ---- | ---- | ---- | ---- | ---- | ---- | ---- | ---- | ---- | ---- | ---- | ---- | ---- | ---- | ---- | ---- | ---- | ---- | ---- | ---- | ---- | ---- | ---- | ---- | ---- |
| Становништво | 1663 | 1644 | 1628 | 1607 | 1627 | 1628 | 1590 | 1589 | 1586 | 1547 | 1531 | 1511 | 1488 | 1470 | 1443 | 1411 | 1396 | 1369 | 1339 | 1292 | 1272 | 1263 | 1244 | 1221 | 1197 | 1167 |